# Герб Тернівки (міста)
Герб Тернівки — один з офіційних символів міста Тернівка Дніпропетровської області. В кінці 2018 року, враховуючи висновки геральдично–вексилогічної експертизи, були внесені стилістичні зміни до гербу. Оскільки сам Герб не був змінений, а тільки приведений до чинних геральдичних вимог, то автор залишився той самий.  Герб є промовистим.

## Опис
Герб має форму щита, який класифікується в геральдиці як іспанський тип. Щит із розсіченим полем і главою. Глава розділена з полем двома золотими хвилястими балками.
У правому зеленому полі розміщено золотий колос; у лівому чорному полі срібний відбійний молоток; у синій главі зображено золоту гілку терену з трьома срібними квітками.
Щит обрамлено декоративним золотим картушем й увінчано срібною міською мурованою короною з трьома мерлонами (зубцями).
В нижній частині картушу чорними літерами надпис «1775» Під картушем золота стрічка з написом чорними літерами «Тернівка»

## Символіка
Герб відображає історію та сьогодення міста Тернівка.
Синій колір — символізує славу, вірність, щирість, велич, могутність.
Гілка терену — рослина, що дала ім'я річці і місту. На гілці терену — три квітки — символ минулого, сучасного і майбутнього міста.
Дві хвилясті балки символ двох рік — Самари і Тернівки, на місці злиття яких і було засноване наше місто.
Зелений колір — символізує надію, родючість, свободу, символ земних багатств.
Колос та відбійний молоток — символізує тісний зв'язок сільського господарства і вугільної промисловості в межі міста.
Чорний колір — постійність, спокій, мир, мудрість, символ підземних багатств, вугільна промисловість.

## Джерело
- Геральдика Дніпропетровщини. Офіційні символи територіальних та муніципальних утворень: [Історичні нариси]. — Д.: Арт-Прес, 2012. с. 165 − 192 с. ISBN 978-966-348-279-8